# Hazel Blears
Hazel Anne Blears, née le 14 mai 1956, est une femme politique britannique. 

## Biographie
Membre du Parti travailliste, elle est députée à la Chambre des communes de 1997 à 2015, d'abord sur la circonscription de Salford puis sur celle de Salford et Eccles de 2010 à 2015. 
Elle sert au cabinet comme ministre sans portefeuille de 2006 à 2007, puis comme secrétaire d'État aux Communautés et au Gouvernement local de 2007 à 2009, dont elle démissionne après sa mise en cause dans le scandale des notes de frais,.
Elle met fin à sa carrière politique au moment des élections générales de 2015, comme elle l'avait annoncé,,.